# Лоенгрін
Лоенгрін (Lohengrin — від старішого Loherangrin) — герой середньовічного німецького куртуазного епосу кінця XIII ст. Вперше згадується у поемі середньовічного поета Вольфрама фон Ешенбаха «Парцифаль».
У Вольфрама Лоенгрін, син Парсифаля, виступає на захист юної герцогині Брабантської і стає її чоловіком; покинувши її, він повертається знову до лицарів св. Грааля — у замок Монсальват. Ця основна форма сюжету зберігається й у пізніших його розробках, з яких особливої уваги заслуговує «Лебединий лицар» (Schwanritter) Конрада Вюрцбургского (кінець XIII ст.). Німецькі романтики воскрешають сюжет Л., що здобуває широку популярність завдяки музичній драмі Рихарда Вагнера.
На честь героя було названо астероїд.